# Sixto Núñez
Pour les articles homonymes, voir Núñez.
Sixto Nicolás Núñez Olivera (né le 6 mai 1992 à San Carlos) est un coureur cycliste uruguayen.

## Biographie
En juin 2017, il est provisoirement suspendu par l'UCI en raison d'un contrôle positif au GW1516, un produit interdit qui améliore l'endurance. Le contrôle a été réalisé au Tour d'Uruguay, compétition dont il avait pris la quatrième place. Il est suspendu 3 ans jusqu'au 6 juin 2020,.
Il reprend la compétition en 2021 avec l'équipe Ciudad del Plata.

## Palmarès sur route

### Par année
- 2010
  - 2e du championnat d'Uruguay du contre-la-montre espoirs
- 2013
  - 5e étape de la Rutas de América
  - 3e du championnat d'Uruguay du contre-la-montre espoirs
- 2014
  -  Champion d'Uruguay sur route espoirs
  - 2ea et 8eb étapes du Tour d'Uruguay
  - 2e du championnat d'Uruguay du contre-la-montre espoirs
  - 3e de la Vuelta Chaná
- 2017
  - 1re étape de la Rutas de América
  - 2e du championnat d'Uruguay du contre-la-montre
- 2022
  - Tour de Canelones :
    - Classement général
    - 1reb étape (contre-la-montre)

  - 7e étape du Tour d'Uruguay
  -  Médaillé de bronze du championnat panaméricain sur route

### Classements mondiaux
| Année                                 | 2016  | 2017  | 2018 | 2019 | 2020 | 2021 | 2022 |
| ------------------------------------- | ----- | ----- | ---- | ---- | ---- | ---- | ---- |
| Classement mondial                    | 2493e | 1678e | nc   | nc   | nc   | nc   | 426e |
| UCI America Tour                      | 485e  | 193e  | nc   | nc   | nc   | nc   | 34e  |
|                                       |       |       |      |      |      |      |      |
| Légende : nc = non classéSource : UCI |       |       |      |      |      |      |      |

## Palmarès sur piste

### Championnats nationaux
- 2014
  -  Champion d'Uruguay de poursuite
  - 3e du championnat d'Uruguay de course aux points